# Robert Brasseur
Robert Brasseur (Ciutat de Luxemburg, 19 de novembre de 1980 - Ciutat de Luxemburg, 15 de febrer de 1934) va ser un polític, jurista i periodista luxemburguès. Brasseur va ser el primer president del Comitè Olímpic i Esportiu Luxemburguès (COSL), entre el 1912 fins a 1922.
Va ser membre de la prominent família Brasseur. El seu pare, Dominique, va ser diputat (1866-99) i alcalde de la ciutat de Luxemburg (1891 -1894). El seu oncle, Pierre, fou un industrial miner. El fill de Pierre, i cosí de Robert, Xavier, va ser un diputat socialista i membre del consell de la ciutat de Luxemburg, al mateix temps que Robert, fins a la seva mort el 1912. L'any 1914, Robert es va casar amb Jeanne de Saint-Hubert -germana d'Aline de Saint-Hubert-, que s'havia divorciat prèviament de Xavier.
Brasseur va ser educat en l'Ateneu de Luxemburg, abans d'estudiar dret a la Universitat d'Estrasburg i a París -a la Universitat de La Sorbona i al Collège de France-. Mentre a París, es va convertir en un bibliòfil, a partir d'una biblioteca on va continuar contribuint durant la resta de la seva vida. Va començar a treballar en el periodisme, en informar sobre el cas Dreyfus. Brasseur es va graduar el 16 de desembre de 1895.
Va seguir els passos del seu pare a la política, i va ser elegit per primera vegada a la Cambra de Diputats el 1899, representant la ciutat de Luxemburg. El 1904, va ser membre fundador de la Lliga Liberal de Luxemburg. Al mateix any, va ser elegit per al Consell comunal de la ciutat de Luxemburg. Va ocupar tots dos càrrecs tant a la Cambra de Diputats i l'Ajuntament de Luxemburg fins al 1925. Després va participar com a membre del Consell d'Estat.